# Astragalus zangelanus
Astragalus zangelanus är en ärtväxtart som beskrevs av Aleksandr Alfonsovitj Grossgejm. Astragalus zangelanus ingår i släktet vedlar, och familjen ärtväxter. Inga underarter finns listade i Catalogue of Life.